# Геохронология
Геохроноло́гия (от др.-греч. γῆ — земля + χρόνος — время + λόγος — слово, учение) — комплекс методов определения абсолютного и относительного возраста горных пород или минералов. В число задач этой науки входит и определение возраста Земли как целого. С этих позиций геохронологию можно рассматривать как часть общей планетологии. Однако её выделяют как отдельную науку.

## История
В 1658 году ирландский англиканский архиепископ Джеймс Ашшер издал «Анналы Ветхого Завета» (англ. The Annals of the Old Testament from the Beginning of the World), где на основе изучения Библии определял дату сотворения мира как 23 октября 4004 года до н. э. Эта дата стала предметом многих теологических споров, а впоследствии — популярной цитатой для критиков религии, однако труд Ашшера примечателен как одна из первых попыток определить возраст Земли при помощи относительно строгих методов («прямых или косвенных синхронизмов с римскими датами»).
В XVIII веке ещё никто не задумывался над «возрастом горных пород», однако методы будущей науки уже разрабатывались любителями геологии. Так Николас Стено впервые (1669) сформулировал положение, которое в настоящее время играет роль закона: в разрезе нормально залегающие отложения отражают последовательность геологических событий, хотя понятие «нормально залегающие» точно не сформулировано. Суть стратиграфического метода заключается в том, что относительный возраст горных пород определяют по тому месту, где залегает тот или иной пласт или слой в земной коре. Но при тектонических процессах, когда слои пород деформируются и изменяют своё горизонтальное залегание, определить относительный возраст горных пород невозможно. Стратиграфический метод применим только для осадочных горных пород при их неизменённом залегании.
Уильям Смит (1769—1839) определял степень одновозрастности слоёв пород по окаменелостям, названным руководящими ископаемыми (палеонтологический метод). Эти вопросы поднимал ранее также М. В. Ломоносов (1763).
Дальнейшее развитие методов определения возраста вначале опиралось только на анализ различных окаменелостей. Но они позволяли определить лишь относительный возраст горных пород, то есть узнать, какие из них являются более древними. Кроме палеонтологического метода определения относительного возраста горных пород существует и радиометрический метод определения их абсолютного возраста.
Абсолютный возраст горных пород определить было невозможно. Именно поэтому до конца XIX века оценки возраста Земли различными учёными очень сильно различались. Так, Лорд Кельвин в 1868 году опубликовал математическую модель остывания Земли (как потом выяснилось, основанную на произвольном допущении о постоянстве теплопроводности земного вещества), и получил диапазон 20—400 миллионов лет. Близкую оценку по результатам исследования осадочных пород дал геолог Джон Филлипс (1860): 96 миллионов лет; примерно такой же возраст астрономы приписывали Солнцу. Ирландский математик и инженер Джон Перри в 1895 году подверг критике модель Кельвина и дал свою верхнюю оценку возраста Земли: 4 миллиарда лет.

### Определение абсолютного возраста горных пород
Предпосылкой к изменению ситуации стало открытие, которое случайно сделал в 1896 году французский химик Антуан Анри Беккерель: «лучи Беккереля», позже переименованные Марией Кюри в радиоактивное излучение. Это открыло путь к определениям абсолютного возраста методом радиоизотопного датирования. Его применение известно как ядерная, или абсолютная геохронология. В 1907 году Эрнест Резерфорд провёл первые опыты по определению возраста минералов по урану и торию на основе созданной им совместно с Фредериком Содди теории радиоактивности. В 1913 году Содди ввёл понятие об изотопах, которое стало очень важным для методов абсолютного датирования. В 1939 г. Альфред Нир (Nier, Alfred Otto Carl, 1911—1994) создал первые уравнения для расчёта возраста и применил масс-спектрометр для разделения изотопов. С этих пор ядерная геохронология стала основной для определения последовательности геологических событий.
В СССР инициатором радиогеологических исследований был В. И. Вернадский (1863—1945). Его начинания продолжили В. Г. Хлопин (1890—1950), И. Е. Ста́рик (1902—1964), Э. К. Герлинг (1904—1985). При решении возрастных задач создавались различные методы, включающие изучения изотопов Pb, K, Ar, Sr, Rb и др. Эти методы получили самостоятельные названия — уран-свинцовый, свинец-свинцовый, калий-аргоновый, рубидий-стронциевый. Это наиболее распространённые методы (есть и ряд других). Для координации геохронологических исследований в 1937 году была создана Комиссия по определению абсолютного возраста геологических формаций при АН СССР. В 1946 году американский физико-химик Уиллард Либби предложил метод определения возраста биологических останков, предметов и материалов биологического происхождения путём измерения содержания в материале радиоактивного изотопа 14C по отношению к стабильным изотопам углерода (Нобелевская премия по химии, 1960). Начал интенсивно развиваться радиоуглеродный метод (применим в пределах 40 000 лет), заложивший строгую основу в датировании четвертичных отложений и развитии дендрохронологии. Существуют т другие методы определения возраста, например, ксеноновый, самарий-неодимовый (по 147Sm →143Nd + He), рений-осмиевый, по трекам, люминесцентный и др.
Проведённые исследования сыграли значительную роль в изучении истории Земли. Непосредственным результатом этих исследований стало первое построение в 1947 году англичанином Артуром Холмсом (1890—1965) «общей шкалы геологического возраста». Далее она систематически уточнялась; уточнённая геохронологическая шкала приводится в многочисленных работах.
С помощью свинец-свинцового метода, разработанного Клэром Паттерсоном, к 1956 г. удалось определить возраст Земли как 4,54 миллиардов лет (4,54⋅109 лет ± 1 %). Эти данные базируются на радиоизотопном датировании метеоритных образцов (хондритов), образовавшихся до начала формирования планет. Данная оценка почти не менялась с 1956 года.